# Enfermedad por depósito de pirofosfato de calcio
La enfermedad por depósito de pirofosfato de calcio, pseudogota o condrocalcinosis es una enfermedad reumática que se caracteriza por el depósito de cristales de pirofosfato cálcico en el cartílago de las articulaciones, la que se afecta con mayor frecuencia es la rodilla.
Generalmente no ocasiona ningún tipo de molestias y solo se detecta al realizar radiografías en las que se visualiza una línea blanca en el espacio situado entre los extremos de los huesos. En algunas ocasiones la condrocalcinosis provoca dolor agudo e hinchazón en las articulaciones, en esos casos la afección se denomina pseudogota, por ser los síntomas muy similares a los de la gota la cual está originada por depósitos de ácido úrico. En la mayor parte de los casos de condrocalcinosis no se detecta una causa específica que origine la enfermedad, en ocasiones se asocia a otros trastornos como hiperparatiroidismo y enfermedad de Paget. Puede tener un origen genético y existir familiares afectados.

El diagnóstico es por medio de examen físico, rayos X, y pruebas de laboratorio. De ser necesario, la artrocentesis de la articulación afectada se utiliza para confirmar el diagnóstico.